# Борд (Јон)
Борд (фр. Bordes) насеље је и општина у источном делу централне Француске у региону Бургоња, у департману Јон која припада префектури Санс.
По подацима из 2011. године у општини је живело 537 становника, а густина насељености је износила 28,75 становника/km². Општина се простире на површини од 18,68 km². Налази се на средњој надморској висини од 230 метара (максималној 234 m, а минималној 103 m).

## Демографија
| 1962. | 1968. | 1975. | 1982. | 1990. | 1999. | 2011. |
| ----- | ----- | ----- | ----- | ----- | ----- | ----- |
| 336   | 342   | 302   | 411   | 426   | 430   | 537   |

График промене броја становника у току последњих година